# Zangon Ismagaïla
Zangon Ismagaïla (auch: Zangon Smagaïla, Zangon Soumagaïla, Zongon Ismagaïla) ist ein Dorf im Arrondissement Zinder IV der Stadt Zinder in Niger.

## Geographie
Das von einem traditionellen Ortsvorsteher (chef traditionnel) geleitete Dorf befindet sich südwestlich des Stadtzentrums im ländlichen Gemeindegebiet von Zinder, der Hauptstadt der gleichnamigen Region Zinder. Ein Nachbardorf von Zangon Ismagaïla ist Karagoua Wanzamey im Nordosten.
Das Grundwasser liegt in einer Tiefe von 45 bis 70 Metern. Die Wasserqualität ist durchschnittlich. Wie im gesamten Gemeindegebiet von Zinder herrscht das Klima der Sahelzone vor, mit einer durchschnittlichen jährlichen Niederschlagsmenge zwischen 300 und 400 mm.
Die Gemeindezugehörigkeit von Zangon Ismagaïla ist zwischen Zinder und Droum umstritten. Dies führt zu Konflikten insbesondere bezüglich Grund und Boden.

## Bevölkerung
Bei der Volkszählung 2012 hatte Zangon Ismagaïla 1396 Einwohner, die in 192 Haushalten lebten. Bei der Volkszählung 2001 betrug die Einwohnerzahl 909 in 161 Haushalten und bei der Volkszählung 1988 belief sich die Einwohnerzahl auf 939 in 161 Haushalten.

## Wirtschaft und Infrastruktur
Es gibt eine Schule im Dorf. In Zangon Ismagaïla ist eine Pfadfindergruppe des nationalen Verbands Association des scouts du Niger aktiv.